# IPad Air (thế hệ 3)
iPad Air thế hệ thứ ba là một máy tính bảng được Apple Inc. thiết kế, phát triển và tiếp thị. Nó được công bố vào ngày 18 tháng 3 năm 2019 cùng với iPad Mini thế hệ thứ 5. Thiết bị này tương tự iPad Air 2 và iPad Pro 10,5 inch và có chip A12 Bionic, dung lượng lưu trữ 64GB hoặc 256 GB, màn hình Retina 10,5 inch nâng cấp có hỗ trợ Apple Pencil (thế hệ 1), Bluetooth 5.0 và bộ nhớ nhanh hơn: LPDDR4X, thay vì LPDDR3 của iPad Air 2.

## Đặc điểm

### Phần cứng
Trong khi iPad Air 3 có hệ thống camera trước được nâng cấp từ camera 7MP (1080p) được sử dụng từ năm 2016 bắt đầu với iPhone 7 và tiếp tục với iPhone XS, nó vẫn tiếp tục với hệ thống camera sau 8MP (1080p) cũ hơn được sử dụng kể từ khi iPad Air 2 vào năm 2014 , vì vậy dòng iPad này không thể ghi hình 4K. iPad Air này vẫn giữ cổng Lightning và giữ giắc cắm tai nghe.
iPad Air 3 có bộ xử lý sáu nhân 2,49 GHz, chip Apple A12 Bionic. Con chip đó tương tự iPhone XS, XS Max, XR có tốc độ xung nhịp nhanh hơn 66% so với Apple A8X ba nhân 1,5 GHz trong thế hệ tiền nhiệm của iPad Air 3, iPad Air 2.
iPad Air 3 có màn hình True Tone, cho phép màn hình LCD thích ứng với ánh sáng xung quanh để thay đổi màu sắc và cường độ trong các môi trường khác nhau.
Nó nhanh hơn gấp 3 lần so với iPad Air 2 và pin có thể kéo dài tới 10 giờ.